# Tomás García Figueras
Tomás García Figueras (Jerez de la Frontera, España, 19 de junio de 1892 - Jerez de la Frontera, España, 12 de febrero de 1981) fue militar y, a su vez, escritor, historiador e investigador español en materia africanista. Su carrera militar se centró en África y sobre todo en el Marruecos del protectorado español, donde pasó 30 años de su vida. En su otra faceta como historiador y bibliófilo escribió y recopiló un vasto volumen de material relacionado con África que forma una colección extensa y excelente que resulta valiosa y útil para los estudios africanos y del mundo árabe en general.

## Carrera militar
Nació en Jerez de la Frontera en 1892, donde cursó sus estudios hasta Bachillerato para, posteriormente, ingresar en el Ejército cuando contaba con 18 años de edad, concretamente en la Academia de Artillería.
Su carrera militar, desempeñada tanto en España como en Marruecos, se nutre de distintas etapas: en 1915 asciende a Teniente, en 1917 pasa a ser miembro de la Escuela Superior de Guerra, en 1919 asciende a Capitán, en 1922 se proclama diplomado de Estado Mayor; entre los años 1921-1926 intervino muy activamente en la así llamada Campaña de Pacificación de Marruecos, en este tiempo ejerce de Interventor de las Cabilas de Beni Arós y Sumata, así como de Interventor Regional de Larache; en 1927 ejerce como profesor de la Academia de Artillería. Finalmente, en 1929 en Marruecos, asciende al cargo de Jefe de la Oficina Mixta Internacional.
Después de su colaboración en todo el proceso y desarrollo de la campaña marroquí se retira a Jerez desde 1931 hasta 1936 donde ejerce como escritor e historiador publicando algunas obras e investigando y potenciando la historia de esta región. En este período crea el Ateneo y ejerce de Presidente del mismo. También planta la semilla de lo que será posteriormente la constitución del Centro de Estudios Históricos Jerezanos.
Ejerció, pues, de mecenas de escritores, artistas y músicos locales y se declara como presidente de la Real Academia Jerezana de San Dionisio. Su amistad con Primo de Rivera también se vio reflejada en la ciudad jerezana en forma de beneficios para la misma.
Vuelve a Marruecos en 1936 a petición del gobierno de Franco, bajo el mando del entonces Alto Comisario General Orgaz, y hasta 1956 ejerce y desempeña varios trabajos en diversos puestos, entre ellos Secretario General de la Alta Comisaría, y Delegado de varias delegaciones independientes de la misma, de Economía, de Educación y Cultura y de Asuntos Indígenas, este último durante el período 1952-1956.
Gracias a su dilatada carrera profesional sobre el terreno fue seleccionado por el Ministerio de Asuntos Exteriores, bajo el mando de Serrano Súñer, para las negociaciones que tuvieron lugar en Hendaya, en las que participaron Franco y Hitler, para conversar sobre la estrategia del dictador alemán en el Norte de África.
En 1940 colaboró en la revista Franco-Hitler, dirigida por el mismo Ramón Serrano Súñer, en calidad de experto en el Norte de África.

## Carrera civil
Su esposa, Felicidad Gallegos Martín, falleció en el año 1947 y Tomás García Figueras no volvió a contraer matrimonio. Esta es la razón que esgrimió para calificarse a sí mismo como un alma solitaria y dedicarse por completo a su carrera profesional.
En 1956, año en el cual se le otorga la total soberanía e independencia al Estado marroquí, se retira definitivamente a Jerez de la frontera donde continúa su ardua labor como escritor, investigador y coleccionista de todo aquello que tuviese que ver con África y estudios andaluces. Así mismo los frutos de su empeño en Marruecos en forma de colección bibliográfica se trasladaron con él de Tetuán a Jerez en esta fecha, donde alquiló locales en dos Conventos de Monjas de la ciudad dado el volumen de la misma. Desde 1958 hasta 1965 se erigió como Alcalde de su ciudad natal y enfocó todo su empeño en este cargo en potenciar la cultura y el patrimonio histórico jerezano, creyendo firmemente que la cultura es el pilar sobre el cual se apoyan el desarrollo y el progreso. También intentó constituir fuertes relaciones entre esta región y Marruecos.
Impulsó diferentes instituciones y publicaciones locales como la Escuela de Maestría Industrial, los archivos de Protocolos Notariales de la ciudad o la publicación de la Historia de Jerez, lo cual le llevó a que le denominaran el Alcalde de la Cultura. 
Formó parte, a su vez, de numerosas instituciones culturales, entre ellas: fue miembro de la Real Academia de la Historia, miembro del Instituto de Coímbra, miembro del Centro Internacional de Civilizaciones de Bruselas; así como de la Real Academia de Buenas letras de Sevilla, de Córdoba, de la Hispanoamericana de Cádiz y del Instituto de Estudios Gaditanos. 
Entre sus condecoraciones internacionales cabe destacar: Caballero de la Legión de Honor de Francia, Caballero de la orden de la Corona de Italia y la Gran Encomienda de la Mehdauia Alauita de Marruecos; entre las nacionales se señalan: la Medalla Militar individual, las Grandes Cruces del Mérito Civil, de Alfonso X el Sabio y de Isabel la Católica, la Medalla al Mérito en el Trabajo y su nombramiento como Hijo Predilecto de Jerez en 1975.

## Obra
Durante toda su trayectoria no cesó de aglutinar información sobre todo aquello que tuviera que ver con África y de escribir numerosos libros sobre este tema, ayudado muchas veces por todos los contactos que hizo a lo largo de su estancia en Marruecos, puesto que incluso después de dejar este país seguía al tanto de su situación mediante correspondencia con personalidades tanto españolas como marroquíes, recibiendo de esta manera valiosísima información de primera mano. Su colección estaba formada por los siguientes materiales: libros, folletos, manuscritos, su archivo personal, miscelánea, dibujos y grabados de diversos artistas, fotografías, publicaciones y una rica colección de mapas y postales. 
Toda esta amalgama cultural se cede en 1966 a la Biblioteca Nacional de España, en Madrid, al Ministro de Educación que en aquella época ostentaba este cargo Manuel Lora-Tamayo, para su difusión y ayuda a los investigadores africanistas que, junto al archivo africanista ya existente en la Biblioteca, dio lugar a la Sección de África, creando un fondo especializado en África y en el mundo árabe, y específicamente del Protectorado de España en Marruecos. Tomas García Figueras siguió alimentando esta colección mediante el envío sistemático de información que se agregaba a la misma hasta la fecha de su muerte.
Si profundizamos en el contenido de su colección hallamos que está formada por 6.000 títulos y que está principalmente constituida por: manuscritos, correspondencia en su mayoría; archivo personal del mismo Tomás García Figueras, así como el de su hermano Vicente García Figueras; la Miscelánea, todo un compendio de recortes, apuntes y notas pegados y encuadernados en 640 volúmenes; 12.000 folletos; dibujos y grabados que ascienden a un número de 900; 3.000 postales clasificadas según su zona geográfica; pinturas de temática africana, que sirven de presentación de la colección, llevada a cabo por artistas marroquís y españoles; 818 mapas de Marruecos, Sahara y la Guinea española; y finalmente, por unas 30.000 fotografías, así como 400 títulos de revistas. En 1989 la sección desaparece en su categoría de sección especial en la Biblioteca Nacional y su contenido es reubicado según su especialidad en distintas salas específicas de la región madrileña.
En reconocimiento a su trayectoria literaria se le otorgó el Premio Nacional de Literatura en temática historicista en 1940. Fue colaborador de varias publicaciones, en especial del Diario de África, del diario ABC, de la revista Mundo, etc.

## Obra escrita
Es autor de los siguientes libros:
- Héroes sevillanos en la Campaña del Rif (1916)
- El ejército ante el problema de la Educación Nacional (1920)
- Temas del Protectorado (1926)
- La Acción de España en Marruecos (1928). Premiado por el Ayuntamiento de Madrid
- Cuentos de Yehá (1934)
- Marruecos. Premio Nacional de Literatura en 1940
- Santa Cruz de Mar Pequeña, Ifni-Sáhara (1940)
- Presencia de España en Berbería Central y Oriental (1942)
- Miscelánea de estudios africanos (1948-53)
- La Economía Social de Marruecos (1950-54)
- Recuerdos centenarios de la guerra romántica. La guerra de África (1859-60)
- Un Siglo de Historia e Historiadores de Jerez (1974)